# Sergeantencoup

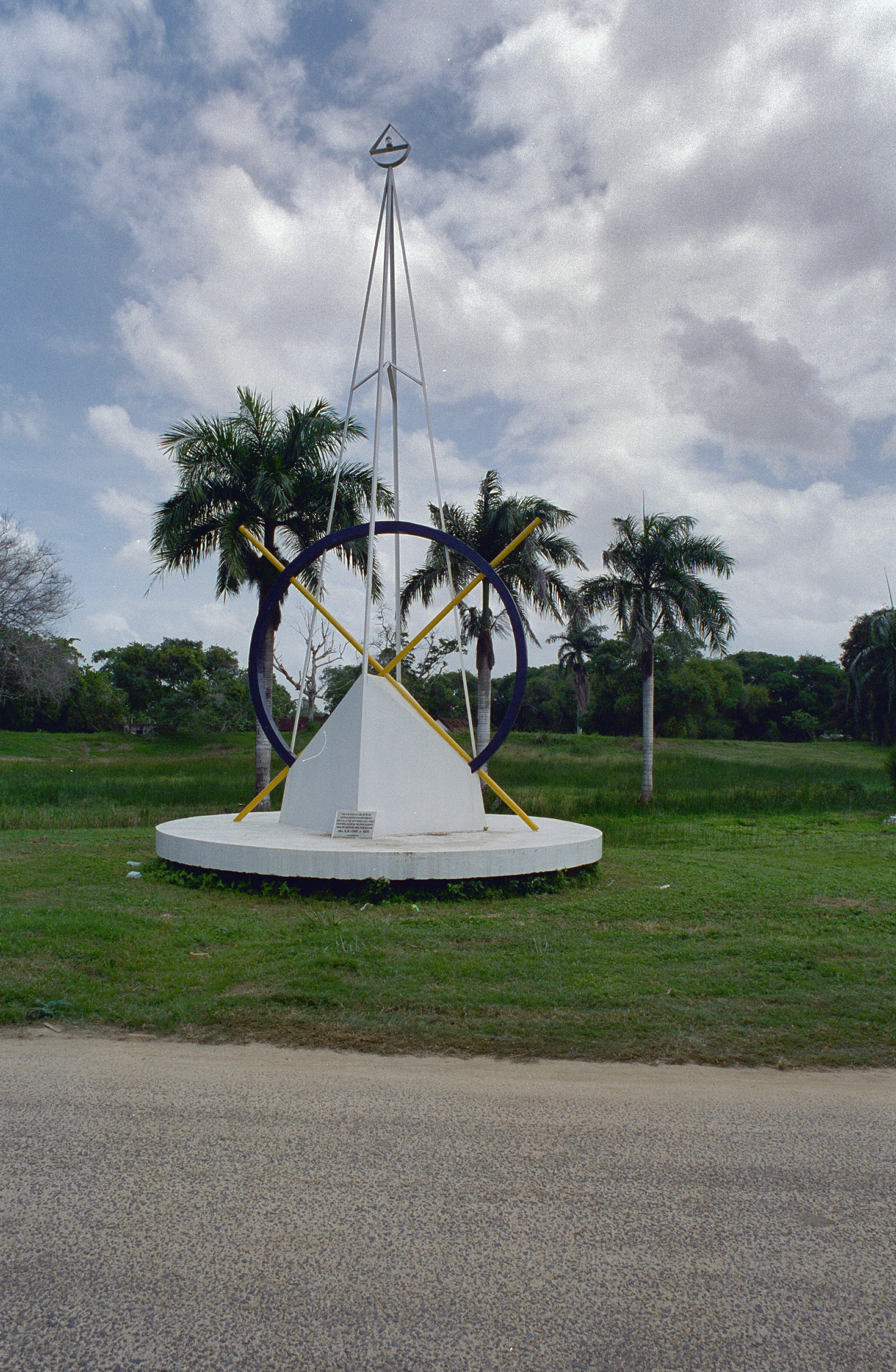
Monument De Historische Strijd

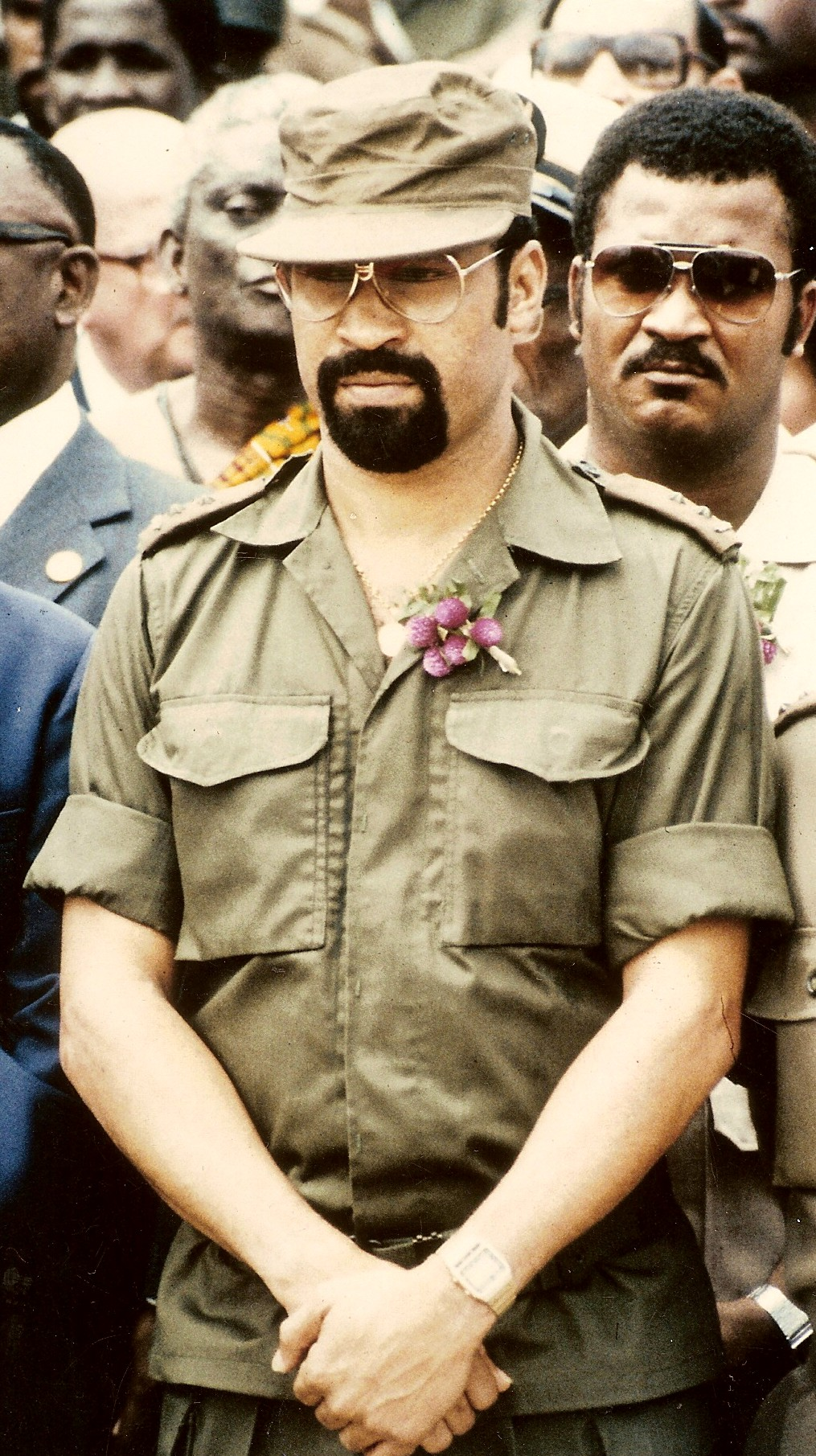
Desi Bouterse

De Sergeantencoup is de staatsgreep in Suriname die sergeant Desi Bouterse en sergeant Roy Horb met 14 collega-sergeanten, de "Groep van 16" genoemd, pleegden op 25 februari 1980.
Sinds de onafhankelijkheid van Suriname in 1975 heerste er in het land ontevredenheid over de regering van premier Henck Arron. Desi Bouterse werd in 1979 door Roy Horb gevraagd voorzitter te worden van een nieuwe militaire vakbond. Van de legerleiding mochten militairen echter geen vakbond oprichten. Later vroeg Horb aan Bouterse om de leiding op zich te nemen van een uit te voeren staatsgreep.

## Voorgeschiedenis
Sinds begin 1980 was het onrustig in het land en met name binnen de Surinaamse Krijgsmacht (SKM), bij het naderen van de voor 27 maart 1980 aangekondigde verkiezingen. Een groep van 240 militairen, onderofficeren en korporaals (totaal meer dan een kwart van het Surinaamse leger), die bij een actie van de niet-erkende militaire vakbond Bond van Militair Kader (BOMIKA), waarbij een smeulend conflict over salariëring escaleerde, het vertrouwen in de legerleiding had opgezegd, was op 30 januari 1980 door de militaire politie en de oproerpolitie uit de Memre Boekoe-kazerne te Paramaribo verwijderd, waarna zij zich verzamelden in het George W. Streepy Stadion. De bond beschuldigde de legerleiding en met name kolonel Yngwe Elstak en zijn adjunct luitenant-kolonel R.Essed ervan aan de vooravond van de verkiezingen "handelingen tegen de regering uit te lokken". Bestuursleden van de vakbond werden gearresteerd, onder wie sergeant-majoor Badrissein Sital, sergeant Laurens Neede en Ramon Abrahams.  Premier Arron noemde tijdens een persconferentie de actie een "staatsgreep", "omdat ze de democratische staat Suriname bedreigt". 

## De coup op 25 februari 1980
De vlam sloeg in de pan toen drie sergeanten op verdenking van insubordinatie werden gearresteerd en vastgezet in het Hoofdbureau van Politie; zij konden zware straffen tegemoetzien, maar zover kwam het niet  . Op de vroege ochtend van maandag 25 februari 1980 werd de Memre Boekoe-kazerne ingenomen door opstandige militairen onder leiding van Bouterse. Ook werd het gebouw van dagblad De West ingenomen. Daarna begonnen beschietingen van het Hoofdbureau van Politie. President Ferrier droeg via zijn adjudant telefonisch de vechtende partijen op om het schieten te staken en de sergeanten namen de macht over in Suriname. In Paramaribo werd de avondklok afgekondigd. 
Op de dag van de staatsgreep werden ten minste vijf mensen om het leven gebracht. Voor een exact aantal is te weinig onderzoek gedaan. Die dag werden luitenant Ignatius Antonius van Aalst en sergeant-majoor Alfred Jacques Comvalius op hun posten doodgeschoten. Toen twee politieagenten poolshoogte namen, werd agent Mohamed Ramdjan Soeltan doodgeschoten en raakte zijn collega zwaar gewond. Tijdens de beschietingen vanaf een marineboot op het politiebureau vielen twee burgerdoden, mogelijk van Guyanaanse nationaliteit. De gevolgen voor de familie Soeltan waren dramatisch. Zijn weduwe en kind vertrokken naar familie in Nederland, omdat er voor hen geen opvang was. Zijn vader kreeg tijdens het schoonmaken van het graf een hartaanval en overleed in het ziekenhuis. Gekweld door emoties pleegde zijn moeder daarna zelfmoord.
Het tweede kabinet van premier Arron werd beschuldigd van corruptie en afgezet. Politici en adviseurs van de regering zoals Arron en Frank Essed werden gevangengezet.  Op 15 maart 1980 werd Henk Chin A Sen premier van Suriname en er werd een links kabinet gevormd waarin ook leden van de Nationale Militaire Raad (NMR) zitting hadden.

## Tegencoups
Later volgde meerdere pogingen tot tegencoups die allemaal mislukten.
- 30 april 1980 door Fred Ormskerk
- 15 maart 1981 door Wilfred Hawker
- 11 maart 1982 door Soerinder Rambocus (Rambocuscoup)

## De groep van 16
De "Groep van 16" sergeanten bestond uit de volgende personen:
- Paul Bhagwandas (overleden 1996)
- Desi Bouterse (in 2023 veroordeeld en in 2024 overleden)
- Benny Brondenstein (in 2023 veroordeeld en sinds 2024 in detentie)
- Steven Dendoe (in 2023 veroordeeld en sinds 2024 in detentie)
- Roy Esajas (overleden 2012)
- Ernst Gefferie (in 2023 veroordeeld en sinds 2024 in detentie)
- Arthy Gorré (overleden 2018)

- John Hardjoprajitno (in juni 2019 vrijgesproken van betrokkenheid)
- Wilfred Hawker (geëxecuteerd 1982)
- Roy Horb (in 1983 onder verdachte omstandigheden overleden)
- Ewoud Leefland (vermoord tijdens de Binnenlandse Oorlog (1986-1992))
- Guno Mahadew (overleden)
- John Nelom (overleden in 2014)
- Roy Tolud (vermist sinds 1999)
- Ruben Rozendaal (overleden 2017)
- Marcel Zeeuw (overleden 2015)

Later zouden de leiders van de coup elkaar hoge rangen toekennen. Bouterse werd luitenant-kolonel en Horb majoor.